# ハイパーレクシア

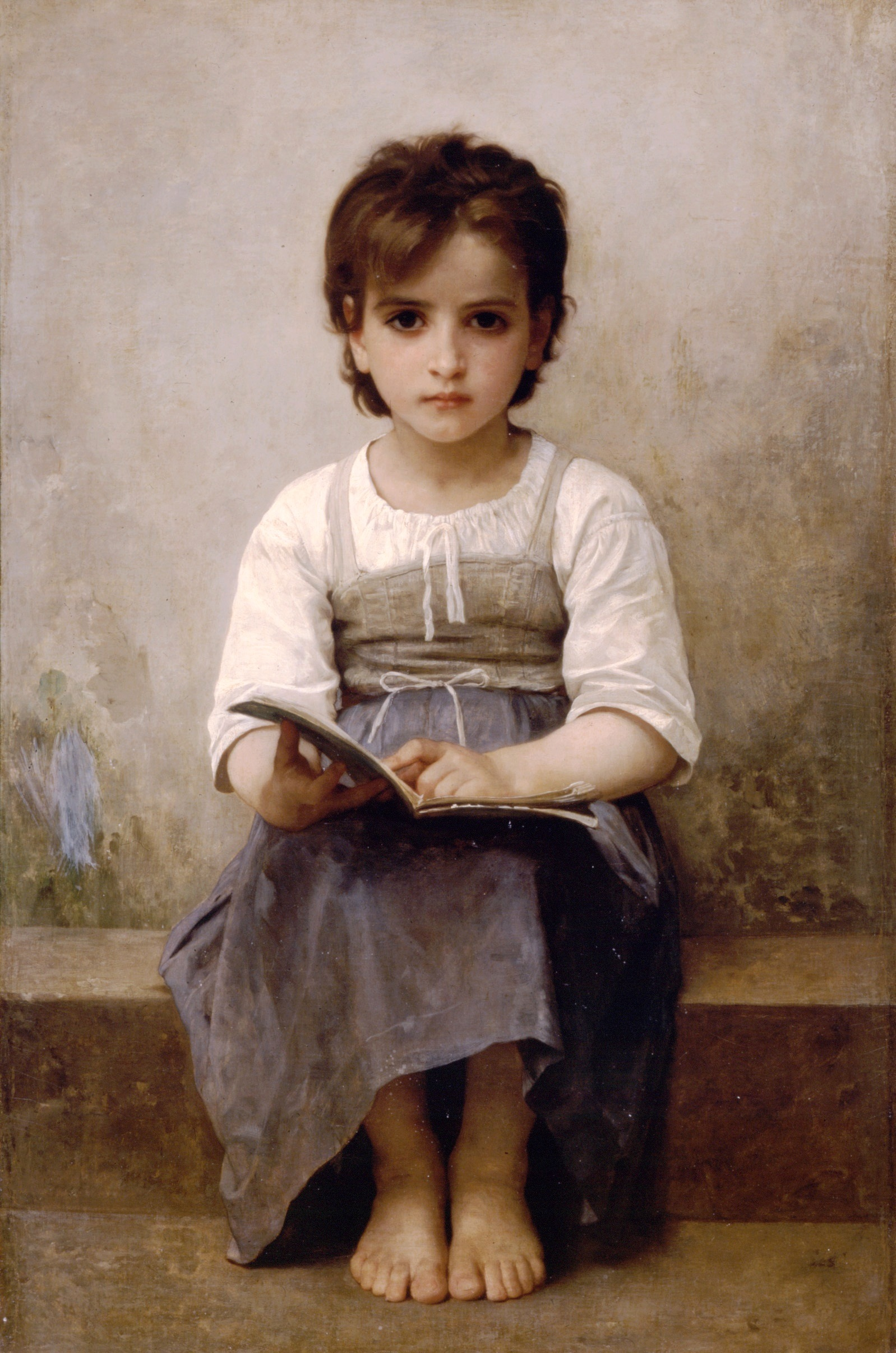
ウィリアム・アドルフ・ブグロー、The Difficult Lesson (1884)

ハイパーレクシア（英: hyperlexia）、過読症（かどくしょう）とは、読み書きの能力が一般の子供より突出しており、低年齢で文字や数字や記号を覚える。ハイパーレクシアは単なる発達特性であり、必ずしも、広汎性発達障害やADHDなどの発達障害ではない。
大部分または全てのハイパーレクシアの子供は自閉症スペクトラム障害に含まれると主張する専門家もいるが、一方で、ハイパーレクシアにおける自閉症の関与は完全にハイパーレクシアのタイプによって異なると主張する専門家もいる。自閉症の子供の5 - 10%はハイパーレクシアであると推定されている。

## 特徴
ハイパーレクシアの子供の特徴として、平均または平均以上のIQと年齢相応以上の単語解読能力を持つ。1967年に初めて命名、報告された。通常の水準を遥かに超える単語認識能力として見ることも可能であるが、ハイパーレクシアの子供の中には話し言葉を理解するのが困難な場合もある。
ハイパーレクシアの子供は文字や数字に大きな関心を寄せ、言語を解読することは非常に得意であり、そのため非常に幼い年齢で本を読み始める。ハイパーレクシアの子供の中には、文字数の多い単語（例えばelephant）の綴りを2歳になる頃には憶え、3歳になる前には文全体を読めるようになることもある。ある子供のfMRI調査によると、神経学的に見ればハイパーレクシアとディスレクシアとは正反対の状態であると言える結果であった。ディスレクシアの子供は単語解読能力に乏しいものの平均または平均以上の文章読解能力を持つ。それとは対照的にハイパーレクシアの子供は単語解読能力には優れているものの、文章読解能力においては劣っている。

## 発育過程
ハイパーレクシアの子供は早熟な読解能力にかかわらず、コミュニケーションに苦労する場合がある。ハイパーレクシアの子供は読解能力の習得は早くても、発話の習得は丸暗記と反復によって行われる。文法を具体例や試行錯誤から習得するのが苦手であり、それにより日常生活に支障がでることもある。言語習得時には単語や文を反復するなどのオウム返しをするであろう。また、多数の語彙を持ち、物や絵を認識できたとしても、それらの言語能力を有効利用できないことが多い。自発言語を欠き、実用的な会話の習得は遅い。ハイパーレクシアの子供は「誰？」、「何？」、「どこ？」、「なぜ？」、「どうして？」といった質問に答えることに苦労することが多い。多くの子供が4歳から5歳にかけてコミュニケーション能力は格段に上がるが、ハイパーレクシアの子供とそうでない子供を比べると、ソーシャルスキルの発達で遅れを取り、また子供同士で遊ぶことにあまり興味を示さない。

## 分類
一例として、ハイパーレクシアのタイプを3つ指摘できる。
- タイプ1:非常に幼少の頃から文字を読める定型発達の子供。
- タイプ2:断片的技能として非常に幼少の頃から文字を読める自閉症スペクトラムに含まれる子供。
- タイプ3:非常に幼少の頃から文字を読むことができて、自閉症スペクトラムに含まれないが、自閉症のように見える特徴や行動 (それらは成長すれば消える) がある子供。

## 後天的な事例
一般的にハイパーレクシアと自閉症は関連しているとされるが、ある69歳の女性は、左脳前帯状皮質と脳梁の脳梗塞のためにハイパーレクシアになったと見られている。